# Белен (кантон)
Беле́н (исп. Belén) — кантон в провинции Эредия Коста-Рики.

## География
Находится на крайнем юго-западе провинции. Граничит на севере и западе с провинцией Алахуэла, на юге с провинцией Сан-Хосе. Административный центр — Сан-Антонио.

## Округа
Кантон разделён на 3 округа:
1. Сан-Антонио
2. Ла-Рибера
3. Ла-Асунсьон